# Wijken en buurten in de gemeente Maasbree
De Nederlandse gemeente Maasbree werd tot herindeling van 1 januari 2010, voor statistische doeleinden onderverdeeld in wijken en buurten. Tot deze gemeente behoorden Maasbree en Baarlo. Per 1 januari 2010 maakt de gemeente Maasbree deel uit van de gemeente Peel en Maas.
De gemeente werd verdeeld in de volgende statistische wijken:
- Wijk 00 Maasbree (CBS-wijkcode:093400)
- Wijk 01 Baarlo (CBS-wijkcode:093401)

Een statistische wijk kan bestaan uit meerdere buurten. Onderstaande tabel geeft de buurtindeling met kentallen volgens het Centraal Bureau voor de Statistiek (2008) en heeft bestaan tot 1 januari 2010:
| CBS-buurtcode | Buurtnaam                                         | Inwonertal | Opp. totaal (ha) | Opp. land (ha) | Ligging                |
| ------------- | ------------------------------------------------- | ---------- | ---------------- | -------------- | ---------------------- |
| BU09340001    | Maasbree                                          | 4900       | 170              | 170            | Locatie in de gemeente |
| BU09340008    | Verspreide huizen ten zuiden van Provinciale weg  | 560        | 1009             | 1006           | Locatie in de gemeente |
| BU09340009    | Verspreide huizen ten noorden van Provinciale weg | 920        | 2056             | 2046           | Locatie in de gemeente |
| BU09340100    | Baarlo                                            | 5360       | 298              | 297            | Locatie in de gemeente |
| BU09340102    | Soeterbeek                                        | 150        | 73               | 73             | Locatie in de gemeente |
| BU09340103    | Bong                                              | 540        | 112              | 112            | Locatie in de gemeente |
| BU09340108    | Verspreide huizen op Den Hert                     | 280        | 480              | 471            | Locatie in de gemeente |
| BU09340109    | Verspreide huizen ten zuiden van Baarlo           | 230        | 795              | 767            | Locatie in de gemeente |